# Dainius Pulauskas
Dainius Pulauskas (* 4. Mai 1960 in Vievis) ist ein litauischer Jazzmusiker (Piano, Keyboard, Komposition).

## Leben und Wirken
Pulauskas lernte als Kind klassisches Klavier und Violine. 1979 schloss er sein Klavierstudium am Musikgymnasium Vilnius ab, um dann bis 1984 an der Litauischen Musikakademie bei Leopoldas Digrys in der litauischen Hauptstadt Vilnius zu studieren. Während seines Studiums begann er sich für den Jazz zu interessieren. Ab 1981 gehörte er zum von Mindaugas Tamošiūnas geleiteten Ensemble Oktava, dessen Leitung er 1991/92 übernahm. 1991 trat er dem Skirmantas Sasnauskas Jazz Quartet bei, um später bei Danielius Praspaliauskis zu arbeiten. Seit 1996 leitet er sein eigenes Sextett, das seit 2004 als Dainius Pulauskas Group auftritt.
Mit seiner Dainius Pulauskas Group nahm er an zahlreichen Jazzfestivals in 35 Ländern teil, etwa an JazzBaltica (1998), Jazz Yatra (2001), Stockholm Jazz Festival (2002), Ottawa Jazz Festival oder London Jazz Festival (2013). Daneben wirkte er seit 2008 im Baltic Jazz Trio mit dem lettischen Schlagzeuger Māris Briežkalns und dem estnischen Kontrabassisten Toivo Unta. Er trat auch mit anderen Ensembles auf, etwa mit der Big Band des Lettischen Rundfunks und dem Euroradio-Orchester, und arbeitete mit Interpreten der Volks- und Kunstmusik zusammen. Seine Diskographie umfasst mehr als 30 Alben, darunter die Soloalben Moods (2000) und Singing Birds (2012) sowie zehn Alben mit seiner Dainius Pulauskas Group. Er ist auch auf Alben mit Leonid Šinkarenko, Skirmanto Sasnausko und Vytautas Labutis zu hören.
Pulauskas komponiert nicht nur für seine Bands, sondern auch für große und für Kammerensembles. Sein Ballett Jazz Ballet Club (2016) wurde am Estnischen Nationaltheater für Oper und Ballett in Tallinn uraufgeführt. Auch schrieb er 30 Lieder und arrangierte Musik für Fernsehprojekte.

## Preise und Auszeichnungen
Pulauskas wurde unter anderem mit dem Großen Preis von Birštonas Jazz (2000), der Goldenen Schallplatte der Musikunion (2001) und dem Kultur- und Kunstpreis der Regierung der Republik Litauen (2021) ausgezeichnet.